# Beregovoie-Pérvoie
Beregovoie-Pérvoie - Береговое-Первое (rus) - és un poble de l'óblast de Bélgorod, a Rússia. El 2010 tenia 318 habitants. Pertany al districte (raion) de Prókhorovka.